# Teroristický útok v Aucklandu 2021
K teroristickému útoku v Aucklandu došlo dne 3. září 2021 ve 14:40 místního času v nákupním centru. Při útoku bylo pobodáno sedm lidí, útočník byl zastřelen policií.

## Průběh incidentu
Útočníka sledovala policie, když opustil své bydliště v předměstí Aucklandu Glen Eden a cestoval do nákupního centra. Sledovací tým měl problémy s jeho sledováním kvůli jeho paranoii a opatřením sociálního distancování kvůli pandemii covidu-19. Před útokem 10 minut v tomto obchodě nakupoval.
K útoku použil nůž a pobodal celkem sedm lidí.
Dva policejní důstojníci, kteří muže sledovali, byli o útoku informováni 60–90 sekund po jeho začátku. Útočníka zastřelili přibližně po jedné minutě, kdy na místo přijeli poté, co se odmítl vzdát.

## Útočník
Útočníkem byl 32letý státní příslušník Srí Lanky Ahamed Aathill Mohamed Samsudeen, který na Nový Zéland přicestoval v říjnu 2011. Policie se o něj začala zajímat v roce 2016 jako stoupence Islámského státu. V květnu 2017 byl zadržen na letišti v Aucklandu při pokusu opustit zemi a byl zatknut. Následně se k obvinění z distribuce zakázaného materiálu přiznal.
Poté, co strávil tři roky ve vězení, byl v červenci 2021 propuštěn. V květnu 2021 byl odsouzen za držení materiálu podporujícího Islámský stát a byl odsouzen k ročnímu dohledu. Po propuštění z vězení ho sledovala policie a novozélandská bezpečnostní informační služba.